# طواف لانكاوي 2022
طواف لانكاوي 2022 هو سباق دراجات هوائية، وهو الموسم السادس والعشرين من طواف لانكاوي، وأقيم خلال الفترة من 11 أكتوبر 2022، وحتى 18 أكتوبر 2022، وشارك فيه  117 متسابقاً ووصل إلى نهايته  100 متسابقاً.
فاز بالمركز الأول إيفان سوسا، وفاز بالمركز الثاني هيو كارثي، وفاز بالمركز الثالث Torstein Træen ‏، وفاز في ترتيب الفرق موفيستار، وفاز في تصنيف الجبال Nur Aiman Mohd Zariff ‏، وفاز في ترتيب النقاط Erlend Blikra ‏.

## الفرق
| فرق عالمية (6)- UAE Team Emirates - Cofidis - Lotto-Soudal - Movistar Team - EF Education-EasyPost - Astana Qazaqstan Team فرق برو (4)- Alpecin-Deceuninck - درون هوبر-أندروني جوكاتولي 2022 ‏ - برجس بي إتش 2022 ‏ - أونو اكس برو سايكلنج تيم 2022 ‏ فرق قارية (7)- تيرينجانو 2022 ‏ - JCL Team Ukyo ‏ - ARA Skip Capital ‏ - Thailand Continental Cycling Team ‏ - China Glory–Mentech Continental Cycling Team ‏ - برو تاتش 2022 ‏ - Mula Cycling Team ‏ فرق وطنية (3)- فريق ماليزيا لركوب الدراجات للرجال 2022‏ - منتخب تايلاند الوطني لسباق الدراجات على الطريق للرجال 2022‏ - منتخب الفلبين الوطني لسباق الدراجات على الطريق للرجال‏ |  |
| |  |

## المراحل
| قائمة المراحل | قائمة المراحل | قائمة المراحل                    | قائمة المراحل | قائمة المراحل | قائمة المراحل | قائمة المراحل     | قائمة المراحل |
| المرحلة       | التاريخ       | الدورة                           |               | المسافة (كم)  | الارتفاع      | الفائز بالمرحلة   | القائد العام  |
| ------------- | ------------- | -------------------------------- | ------------- | ------------- | ------------- | ----------------- | ------------- |
| المرحلة 1     | 11 أكتوبر     | Kuala Pilah (town) ‏ – كوالالمبور | مرحلة جبلية   | 157٫3         | 1593 م        | Gleb Syritsa ‏     | Gleb Syritsa ‏ |
| المرحلة 2     | 12 أكتوبر     | Kuala Klawang ‏ – Raub, Pahang ‏   | مرحلة مستوية  | 178٫9         | 1382 م        | Craig Wiggins ‏    | Gleb Syritsa ‏ |
| المرحلة 3     | 13 أكتوبر     | بوتراجاي – مرتفعات جنتنغ         | مرحلة جبلية   | 123٫7         | 2848 م        | إيفان سوسا        | إيفان سوسا    |
| المرحلة 4     | 14 أكتوبر     | سابق برنم – Meru Raya ‏           | مرحلة مستوية  | 137٫9         | 357 م         | ياكوب ماريكزكو    | إيفان سوسا    |
| المرحلة 5     | 15 أكتوبر     | كوالا كنغسار – Kulim ‏            | مرحلة جبلية   | 172           | 1665 م        | Lionel Taminiaux ‏ | إيفان سوسا    |
| المرحلة 6     | 16 أكتوبر     | George Town – ألور ستار          | مرحلة مستوية  | 120٫4         | 177 م         | Erlend Blikra ‏    | إيفان سوسا    |
| المرحلة 7     | 17 أكتوبر     | كواه ‏ – كواه ‏                    | مرحلة مستوية  | 107٫1         | 915 م         | Sjoerd Bax ‏       | إيفان سوسا    |
| المرحلة 8     | 18 أكتوبر     | كواه ‏ – كواه ‏                    | مرحلة مستوية  | 115٫9         | 1049 م        | Alex Molenaar ‏    | إيفان سوسا    |

## النتيجة

### مرحلة 1
هي مرحلة جبلية، أقيمت في 11 أكتوبر 2022، وامتدّت لمسافة 157.3 كيلومتر. فاز بالمركز الأول، وتصدر ترتيب النقاط والترتيب العام في نهاية المرحلة Gleb Syritsa ‏، وتصدر ترتيب الفرق موفيستار، وتصدر ترتيب التسلق Sainbayaryn Jambaljamts ‏.
| التصنيف العام         | التصنيف العام             | التصنيف العام                      | التصنيف العام | التصنيف العام |
| العداء                | العداء                    | الفريق                             | الوقت         |               |
| --------------------- | ------------------------- | ---------------------------------- | ------------- | ------------- |
| 1                     | Gleb Syritsa ‏             | Astana Qazaqstan Team              | 3 س 43 د 33 ث |               |
| 2                     | Erlend Blikra ‏            | أونو اكس برو سايكلنج تيم ‏          | + 4 ث         |               |
| 3                     | Sainbayaryn Jambaljamts ‏  | تيرينجانو سايكلنج تيم ‏             | + 4 ث         |               |
| 4                     | Peerapol Chawchiangkwang ‏ | Thailand Continental Cycling Team ‏ | + 4 ث         |               |
| 5                     | ماكس كانتر                | موفيستار                           | + 6 ث         |               |
| 6                     | Lionel Taminiaux ‏         | Alpecin-Deceuninck                 | + 10 ث        |               |
| 7                     | ماريجن فان دن بيرغ        | EF Education-EasyPost              | + 10 ث        |               |
| 8                     | ريناردت جانس فان رينسبورغ | لوتو سودال                         | + 10 ث        |               |
| 9                     | ريان جيبونز               | فريق الإمارات                      | + 10 ث        |               |
| 10                    | Manuel Peñalver ‏          | برجس بي إتش ‏                       | + 10 ث        |               |
|                       |                           |                                    |               |               |
| مصدر: ProCyclingStats |                           |                                    |               |               |

### مرحلة 2
هي مرحلة مستوية، أقيمت في 12 أكتوبر 2022، وامتدّت لمسافة 178.9 كيلومتر. فاز بالمركز الأول Craig Wiggins ‏، وتصدر ترتيب التسلق Nur Aiman Mohd Zariff ‏، وتصدر الترتيب العام في نهاية المرحلة وترتيب النقاط Gleb Syritsa ‏، وتصدر ترتيب الفرق أونو اكس برو سايكلنج تيم 2022 ‏.
| التصنيف العام         | التصنيف العام             | التصنيف العام                      | التصنيف العام | التصنيف العام |
| العداء                | العداء                    | الفريق                             | الوقت         |               |
| --------------------- | ------------------------- | ---------------------------------- | ------------- | ------------- |
| 1                     | Gleb Syritsa ‏             | Astana Qazaqstan Team              | 7 س 52 د 47 ث |               |
| 2                     | Erlend Blikra ‏            | أونو اكس برو سايكلنج تيم ‏          | + 10 ث        |               |
| 3                     | Sainbayaryn Jambaljamts ‏  | تيرينجانو سايكلنج تيم ‏             | + 10 ث        |               |
| 4                     | Peerapol Chawchiangkwang ‏ | Thailand Continental Cycling Team ‏ | + 10 ث        |               |
| 5                     | ماكس كانتر                | موفيستار                           | + 12 ث        |               |
| 6                     | Torstein Træen ‏           | أونو اكس برو سايكلنج تيم ‏          | + 14 ث        |               |
| 7                     | ريان جيبونز               | فريق الإمارات                      | + 15 ث        |               |
| 8                     | ريناردت جانس فان رينسبورغ | لوتو سودال                         | + 16 ث        |               |
| 9                     | ماريجن فان دن بيرغ        | EF Education-EasyPost              | + 16 ث        |               |
| 10                    | Lionel Taminiaux ‏         | Alpecin-Deceuninck                 | + 16 ث        |               |
|                       |                           |                                    |               |               |
| مصدر: ProCyclingStats |                           |                                    |               |               |

### مرحلة 3
هي مرحلة جبلية، أقيمت في 13 أكتوبر 2022، وامتدّت لمسافة 123.7 كيلومتر. فاز بالمركز الأول، وتصدر الترتيب العام في نهاية المرحلة إيفان سوسا، وتصدر ترتيب التسلق Nur Aiman Mohd Zariff ‏، وتصدر ترتيب النقاط Gleb Syritsa ‏، وتصدر ترتيب الفرق موفيستار.
| التصنيف العام         | التصنيف العام            | التصنيف العام                                 | التصنيف العام  | التصنيف العام |
| العداء                | العداء                   | الفريق                                        | الوقت          |               |
| --------------------- | ------------------------ | --------------------------------------------- | -------------- | ------------- |
| 1                     | إيفان سوسا               | موفيستار                                      | 11 س 18 د 24 ث |               |
| 2                     | هيو كارثي                | EF Education-EasyPost                         | + 23 ث         |               |
| 3                     | إينر روبيو               | موفيستار                                      | + 2 د 02 ث     |               |
| 4                     | استيبان تشافيس           | EF Education-EasyPost                         | + 2 د 11 ث     |               |
| 5                     | Torstein Træen ‏          | أونو اكس برو سايكلنج تيم ‏                     | + 2 د 18 ث     |               |
| 6                     | إدواردو سيبولفيدا        | أندروني جوكاتولي-سيدرمك ‏                      | + 2 د 24 ث     |               |
| 7                     | روبين فرنانديز           | Cofidis                                       | + 2 د 30 ث     |               |
| 8                     | أندري زيتز               | Astana Qazaqstan Team                         | + 2 د 33 ث     |               |
| 9                     | لوكاس دي روسي            | China Glory–Mentech Continental Cycling Team ‏ | + 2 د 43 ث     |               |
| 10                    | Sainbayaryn Jambaljamts ‏ | تيرينجانو سايكلنج تيم ‏                        | + 2 د 43 ث     |               |
|                       |                          |                                               |                |               |
| مصدر: ProCyclingStats |                          |                                               |                |               |

### مرحلة 4
هي مرحلة مستوية، أقيمت في 14 أكتوبر 2022، وامتدّت لمسافة 137.9 كيلومتر. فاز بالمركز الأول ياكوب ماريكزكو، وتصدر ترتيب الفرق موفيستار، وتصدر ترتيب النقاط Gleb Syritsa ‏، وتصدر الترتيب العام في نهاية المرحلة إيفان سوسا، وتصدر ترتيب التسلق Nur Aiman Mohd Zariff ‏.
| التصنيف العام         | التصنيف العام            | التصنيف العام                                 | التصنيف العام  | التصنيف العام |
| العداء                | العداء                   | الفريق                                        | الوقت          |               |
| --------------------- | ------------------------ | --------------------------------------------- | -------------- | ------------- |
| 1                     | إيفان سوسا               | موفيستار                                      | 14 س 34 د 01 ث |               |
| 2                     | هيو كارثي                | EF Education-EasyPost                         | + 23 ث         |               |
| 3                     | إينر روبيو               | موفيستار                                      | + 2 د 02 ث     |               |
| 4                     | استيبان تشافيس           | EF Education-EasyPost                         | + 2 د 11 ث     |               |
| 5                     | Torstein Træen ‏          | أونو اكس برو سايكلنج تيم ‏                     | + 2 د 18 ث     |               |
| 6                     | إدواردو سيبولفيدا        | أندروني جوكاتولي-سيدرمك ‏                      | + 2 د 24 ث     |               |
| 7                     | روبين فرنانديز           | Cofidis                                       | + 2 د 30 ث     |               |
| 8                     | أندري زيتز               | Astana Qazaqstan Team                         | + 2 د 33 ث     |               |
| 9                     | Sainbayaryn Jambaljamts ‏ | تيرينجانو سايكلنج تيم ‏                        | + 2 د 34 ث     |               |
| 10                    | لوكاس دي روسي            | China Glory–Mentech Continental Cycling Team ‏ | + 2 د 43 ث     |               |
|                       |                          |                                               |                |               |
| مصدر: ProCyclingStats |                          |                                               |                |               |

### مرحلة 5
هي مرحلة جبلية، أقيمت في 15 أكتوبر 2022، وامتدّت لمسافة 172 كيلومتر. فاز بالمركز الأول Lionel Taminiaux ‏، وتصدر ترتيب الفرق موفيستار، وتصدر الترتيب العام في نهاية المرحلة إيفان سوسا، وتصدر ترتيب النقاط ماكس كانتر، وتصدر ترتيب التسلق Nur Aiman Mohd Zariff ‏.
| التصنيف العام         | التصنيف العام            | التصنيف العام                                 | التصنيف العام  | التصنيف العام |
| العداء                | العداء                   | الفريق                                        | الوقت          |               |
| --------------------- | ------------------------ | --------------------------------------------- | -------------- | ------------- |
| 1                     | إيفان سوسا               | موفيستار                                      | 18 س 16 د 21 ث |               |
| 2                     | هيو كارثي                | EF Education-EasyPost                         | + 23 ث         |               |
| 3                     | إينر روبيو               | موفيستار                                      | + 2 د 02 ث     |               |
| 4                     | استيبان تشافيس           | EF Education-EasyPost                         | + 2 د 11 ث     |               |
| 5                     | Torstein Træen ‏          | أونو اكس برو سايكلنج تيم ‏                     | + 2 د 18 ث     |               |
| 6                     | إدواردو سيبولفيدا        | أندروني جوكاتولي-سيدرمك ‏                      | + 2 د 24 ث     |               |
| 7                     | روبين فرنانديز           | Cofidis                                       | + 2 د 30 ث     |               |
| 8                     | Sainbayaryn Jambaljamts ‏ | تيرينجانو سايكلنج تيم ‏                        | + 2 د 32 ث     |               |
| 9                     | أندري زيتز               | Astana Qazaqstan Team                         | + 2 د 33 ث     |               |
| 10                    | لوكاس دي روسي            | China Glory–Mentech Continental Cycling Team ‏ | + 2 د 43 ث     |               |
|                       |                          |                                               |                |               |
| مصدر: ProCyclingStats |                          |                                               |                |               |

### مرحلة 6
هي مرحلة مستوية، أقيمت في 16 أكتوبر 2022، وامتدّت لمسافة 120.4 كيلومتر. فاز بالمركز الأول، وتصدر ترتيب النقاط Erlend Blikra ‏، وتصدر الترتيب العام في نهاية المرحلة إيفان سوسا، وتصدر ترتيب التسلق Nur Aiman Mohd Zariff ‏، وتصدر ترتيب الفرق موفيستار.
| التصنيف العام         | التصنيف العام            | التصنيف العام                                 | التصنيف العام  | التصنيف العام |
| العداء                | العداء                   | الفريق                                        | الوقت          |               |
| --------------------- | ------------------------ | --------------------------------------------- | -------------- | ------------- |
| 1                     | إيفان سوسا               | موفيستار                                      | 21 س 06 د 03 ث |               |
| 2                     | هيو كارثي                | EF Education-EasyPost                         | + 23 ث         |               |
| 3                     | إينر روبيو               | موفيستار                                      | + 2 د 02 ث     |               |
| 4                     | استيبان تشافيس           | EF Education-EasyPost                         | + 2 د 11 ث     |               |
| 5                     | Torstein Træen ‏          | أونو اكس برو سايكلنج تيم ‏                     | + 2 د 18 ث     |               |
| 6                     | إدواردو سيبولفيدا        | أندروني جوكاتولي-سيدرمك ‏                      | + 2 د 24 ث     |               |
| 7                     | روبين فرنانديز           | Cofidis                                       | + 2 د 30 ث     |               |
| 8                     | Sainbayaryn Jambaljamts ‏ | تيرينجانو سايكلنج تيم ‏                        | + 2 د 32 ث     |               |
| 9                     | أندري زيتز               | Astana Qazaqstan Team                         | + 2 د 33 ث     |               |
| 10                    | لوكاس دي روسي            | China Glory–Mentech Continental Cycling Team ‏ | + 2 د 43 ث     |               |
|                       |                          |                                               |                |               |
| مصدر: ProCyclingStats |                          |                                               |                |               |

### مرحلة 7
هي مرحلة مستوية، أقيمت في 17 أكتوبر 2022، وامتدّت لمسافة 107.1 كيلومتر. فاز بالمركز الأول Sjoerd Bax ‏، وتصدر ترتيب الفرق موفيستار، وتصدر الترتيب العام في نهاية المرحلة إيفان سوسا، وتصدر ترتيب التسلق Nur Aiman Mohd Zariff ‏، وتصدر ترتيب النقاط Erlend Blikra ‏.
| التصنيف العام         | التصنيف العام            | التصنيف العام             | التصنيف العام  | التصنيف العام |
| العداء                | العداء                   | الفريق                    | الوقت          |               |
| --------------------- | ------------------------ | ------------------------- | -------------- | ------------- |
| 1                     | إيفان سوسا               | موفيستار                  | 23 س 28 د 05 ث |               |
| 2                     | هيو كارثي                | EF Education-EasyPost     | + 23 ث         |               |
| 3                     | Torstein Træen ‏          | أونو اكس برو سايكلنج تيم ‏ | + 1 د 47 ث     |               |
| 4                     | جورج بينيت               | فريق الإمارات             | + 1 د 50 ث     |               |
| 5                     | إينر روبيو               | موفيستار                  | + 2 د 02 ث     |               |
| 6                     | استيبان تشافيس           | EF Education-EasyPost     | + 2 د 11 ث     |               |
| 7                     | إدواردو سيبولفيدا        | أندروني جوكاتولي-سيدرمك ‏  | + 2 د 24 ث     |               |
| 8                     | روبين فرنانديز           | Cofidis                   | + 2 د 30 ث     |               |
| 9                     | Sainbayaryn Jambaljamts ‏ | تيرينجانو سايكلنج تيم ‏    | + 2 د 32 ث     |               |
| 10                    | أندري زيتز               | Astana Qazaqstan Team     | + 2 د 33 ث     |               |
|                       |                          |                           |                |               |
| مصدر: ProCyclingStats |                          |                           |                |               |

### مرحلة 8
هي مرحلة مستوية، أقيمت في 18 أكتوبر 2022، وامتدّت لمسافة 115.9 كيلومتر. فاز بالمركز الأول Alex Molenaar ‏، وتصدر ترتيب الفرق موفيستار، وتصدر الترتيب العام في نهاية المرحلة إيفان سوسا، وتصدر ترتيب التسلق Nur Aiman Mohd Zariff ‏، وتصدر ترتيب النقاط Erlend Blikra ‏.

## التصنيف العام النهائي
| التصنيف العام         | التصنيف العام            | التصنيف العام             | التصنيف العام  | التصنيف العام |
| العداء                | العداء                   | الفريق                    | الوقت          |               |
| --------------------- | ------------------------ | ------------------------- | -------------- | ------------- |
| 1                     | إيفان سوسا               | موفيستار                  | 25 س 54 د 00 ث |               |
| 2                     | هيو كارثي                | EF Education-EasyPost     | + 23 ث         |               |
| 3                     | Torstein Træen ‏          | أونو اكس برو سايكلنج تيم ‏ | + 1 د 47 ث     |               |
| 4                     | جورج بينيت               | فريق الإمارات             | + 1 د 50 ث     |               |
| 5                     | إينر روبيو               | موفيستار                  | + 2 د 02 ث     |               |
| 6                     | استيبان تشافيس           | EF Education-EasyPost     | + 2 د 11 ث     |               |
| 7                     | إدواردو سيبولفيدا        | أندروني جوكاتولي-سيدرمك ‏  | + 2 د 24 ث     |               |
| 8                     | روبين فرنانديز           | Cofidis                   | + 2 د 30 ث     |               |
| 9                     | Sainbayaryn Jambaljamts ‏ | تيرينجانو سايكلنج تيم ‏    | + 2 د 32 ث     |               |
| 10                    | أندري زيتز               | Astana Qazaqstan Team     | + 2 د 33 ث     |               |
|                       |                          |                           |                |               |
| مصدر: ProCyclingStats |                          |                           |                |               |

### تصنيف النقاط
| تصنيف النقاط          | تصنيف النقاط      | تصنيف النقاط              | تصنيف النقاط | تصنيف النقاط |
| العداء                | العداء            | الفريق                    | النقاط       |              |
| --------------------- | ----------------- | ------------------------- | ------------ | ------------ |
| 1                     | Erlend Blikra ‏    | أونو اكس برو سايكلنج تيم ‏ | 49 نقطة      |              |
| 2                     | ماكس كانتر        | موفيستار                  | 45 نقطة      |              |
| 3                     | Gleb Syritsa ‏     | Astana Qazaqstan Team     | 39 نقطة      |              |
| 4                     | Lionel Taminiaux ‏ | Alpecin-Deceuninck        | 30 نقطة      |              |
| 5                     | روديجر سليج       | لوتو سودال                | 27 نقطة      |              |
|                       |                   |                           |              |              |
| مصدر: ProCyclingStats |                   |                           |              |              |

### تصنيف الجبال
| تصنيف الجبال          | تصنيف الجبال             | تصنيف الجبال           | تصنيف الجبال | تصنيف الجبال |
| العداء                | العداء                   | الفريق                 | النقاط       |              |
| --------------------- | ------------------------ | ---------------------- | ------------ | ------------ |
| 1                     | Nur Aiman Mohd Zariff ‏   | تيرينجانو سايكلنج تيم ‏ | 29 نقطة      |              |
| 2                     | Sainbayaryn Jambaljamts ‏ | تيرينجانو سايكلنج تيم ‏ | 29 نقطة      |              |
| 3                     | إيفان سوسا               | موفيستار               | 25 نقطة      |              |
| 4                     | هيو كارثي                | EF Education-EasyPost  | 24 نقطة      |              |
| 5                     | Carter Bettles ‏          | ARA Skip Capital ‏      | 22 نقطة      |              |
|                       |                          |                        |              |              |
| مصدر: ProCyclingStats |                          |                        |              |              |

## تصنيف الفرق

### الفرق حسب الوقت
| تصنيف الفرق حسب الوقت | تصنيف الفرق حسب الوقت          | تصنيف الفرق حسب الوقت | تصنيف الفرق حسب الوقت |
| الفريق                | الفريق                         | الوقت                 |                       |
| --------------------- | ------------------------------ | --------------------- | --------------------- |
| 1                     | موفيستار                       | 77 س 46 د 27 ث        |                       |
| 2                     | EF Education-EasyPost          | + 4 د 09 ث            |                       |
| 3                     | أونو اكس برو سايكلنج تيم 2022 ‏ | + 5 د 50 ث            |                       |
| 4                     | Cofidis                        | + 9 د 29 ث            |                       |
| 5                     | فريق الإمارات                  | + 10 د 12 ث           |                       |
|                       |                                |                       |                       |
| مصدر: ProCyclingStats |                                |                       |                       |

## وصلات خارجية
- الموقع الرسمي
- لمحة عن سباق طواف لانكاوي 2022 على موقع  ProCyclingStats   (برو  سايكلنج  ستاتس) - إحصاءات  محترفي  الدراجات.
- طواف لانكاوي 2022 على موقع إحصائيات الدراجات الإحترافية (الإنجليزية)